# Henrik Kildentoft
Henrik Kildentoft (Hvidovre, 18 marzo 1985) è un ex calciatore danese, di ruolo difensore.

## Palmarès

### Club

#### Competizioni nazionali
- Campionato danese: 2

Brøndby: 2004-2005
Nordsjælland: 2011-2012
- Coppa di Danimarca: 3

Brøndby: 2004-2005
Nordsjælland: 2009-2010, 2010-2011
- Coppa di Lega danese: 2

Brøndby: 2005, 2006

#### Competizioni internazionali
- Royal League: 1

Brøndby: 2006-2007